# Via Pythia
Via Pythia ist die lateinische Bezeichnung einer Straße, die in der griechisch-römischen Antike Thessalien durchzog, von den Thermopylen bis nach Pythion, einer der drei Städte der Pelagonischen Tripolis.
Der Verlauf der Straße ist nicht mehr belegbar.